# Paddy Glynn
Pour les articles homonymes, voir Glynn.
Patrick McMahon Glynn, dit Paddy Glynn, né le 25 août 1855 à Gort et mort le 28 octobre 1931 à Adélaïde, est un avocat et homme politique australien.

## Biographie

### Jeunesse et formation
Paddy Glynn est le troisième des onze enfants d'un gérant de magasin à Gort, en Irlande. Il obtient une licence de droit au Trinity College de l'université de Dublin en 1878, et poursuit dans le même temps une formation de barrister aux King's Inns (en) à Dublin puis au Middle Temple à Londres. Il est admis au barreau d'Irlande en 1879.
En 1880 il émigre à Melbourne et est admis au barreau du Victoria, mais peine à y trouver du travail. Il est finalement employé comme vendeur de polices d'assurance et de machines à coudre itinérant, avant de trouver un emploi comme solliciteur à Kapunda en Australie-Méridionale en 1882. En 1888 il s'établit comme solliciteur à Adélaïde. De 1883 à 1891 il est également rédacteur du journal The Kapunda Herald (en).

### Entrée en politique
En 1884 il est l'un des fondateurs de la Société d'Australie-Méridionale pour la Nationalisation des Terres (South Australian Land Nationalisation Society). Il y appelle, outre la nationalisation des terres agraires, au libre-échange et à un impôt unique qui serait un impôt sur la terre. Il est également un temps président de la Ligue nationale irlandaise en Australie-Méridionale.
En avril 1884, il est élu député de la circonscription de Light à l'Assemblée d'Australie-Méridionale. Il y promeut le libre-échange, le droit de vote des femmes, et un salaire pour les députés afin que les pauvres puissent se présenter aux élections. Il est battu dans sa circonscription aux élections de 1890, à cause notamment de l'impopularité de ses propositions sur la nationalisation des terres. Il retrouve un siège comme député d'Adélaïde-nord à l'occasion d'une élection partielle en 1895, le perd aux élections de 1896 et le retrouve lors d'une nouvelle élection partielle en 1897. En 1897 il est élu à la convention fédérale australasienne, et y dirige le comité judiciaire avec Henry Bournes Higgins et Josiah Symon. Du 1er au 8 décembre 1899, il est le procureur général de l'éphémère gouvernement d'Australie-Méridionale que mène Vaiben Louis Solomon (en).

### Député fédéral et ministre
Avec l'unification des colonies britanniques d'Australie en fédération, Paddy Glynn est élu à la nouvelle Chambre des représentants d'Australie aux élections fédérales de 1901, avec l'étiquette du Parti pour le libre-échange. Il est le procureur général du gouvernement fédéral conservateur d'Alfred Deakin de juin 1909 à avril 1910, puis ministre des Affaires extérieures dans celui de Joseph Cook de juin 1913 à septembre 1914, et ministre de l'Intérieur dans celui de Billy Hughes de février 1917 à février 1920. En 1913 il est fait Conseil du roi (KC), titre attribué aux avocats expérimentés.
Bon orateur, cultivé, il s'exprime « vigoureusement » en faveur d'une autonomie pour l'Irlande au sein du Royaume-Uni, et soutient activement la participation de l'Australie à la Première Guerre mondiale en tant que dominion autonome de l'Empire britannique. Il insiste sur un traitement équitable et humain des Allemands et autres personnes de nationalité ennemie résidant en Australie durant la Grande Guerre. En sa capacité de ministre de l'Intérieur, il est le ministre responsable des territoires sous souveraineté australienne ; à ce titre, il appuie les politiques progressistes et éclairées menées par l'administrateur colonial Hubert Murray dans le territoire de Papouasie, et se penche sur le développement du Territoire du Nord. Il n'est toutefois pas favorable à la demande de manifestants du Syndicat des travailleurs australiens (en), durant la « rébellion de Darwin (en) » de 1918-1919, que l'administrateur du Territoire du Nord, John A. Gilruth, soit démis de ses fonctions. Le refus de Paddy Glynn de se plier aux exigences des manifestants contribue à sa défaite dans sa circonscription aux élections fédérales de décembre 1919 : Il est battu par le candidat travailliste Moses Gabb (en).
Il se consacre dès lors à sa carrière d'avocat, et meurt d'une pneumonie en 1931.